# Marc Tarabella
Marc Tarabella este un om politic belgian, membru al Parlamentului European în perioada 2004-2009 din partea Belgiei.
1. 1 2 3   https://www.europarl.europa.eu/meps/en/29579/MARC_TARABELLA/cv#detailedcardmep, accesat în 27 martie 2023 Lipsește sau este vid: |title= (ajutor)
2. ↑  Deputații în Parlamentul European